# Feliks Julian Nowicki

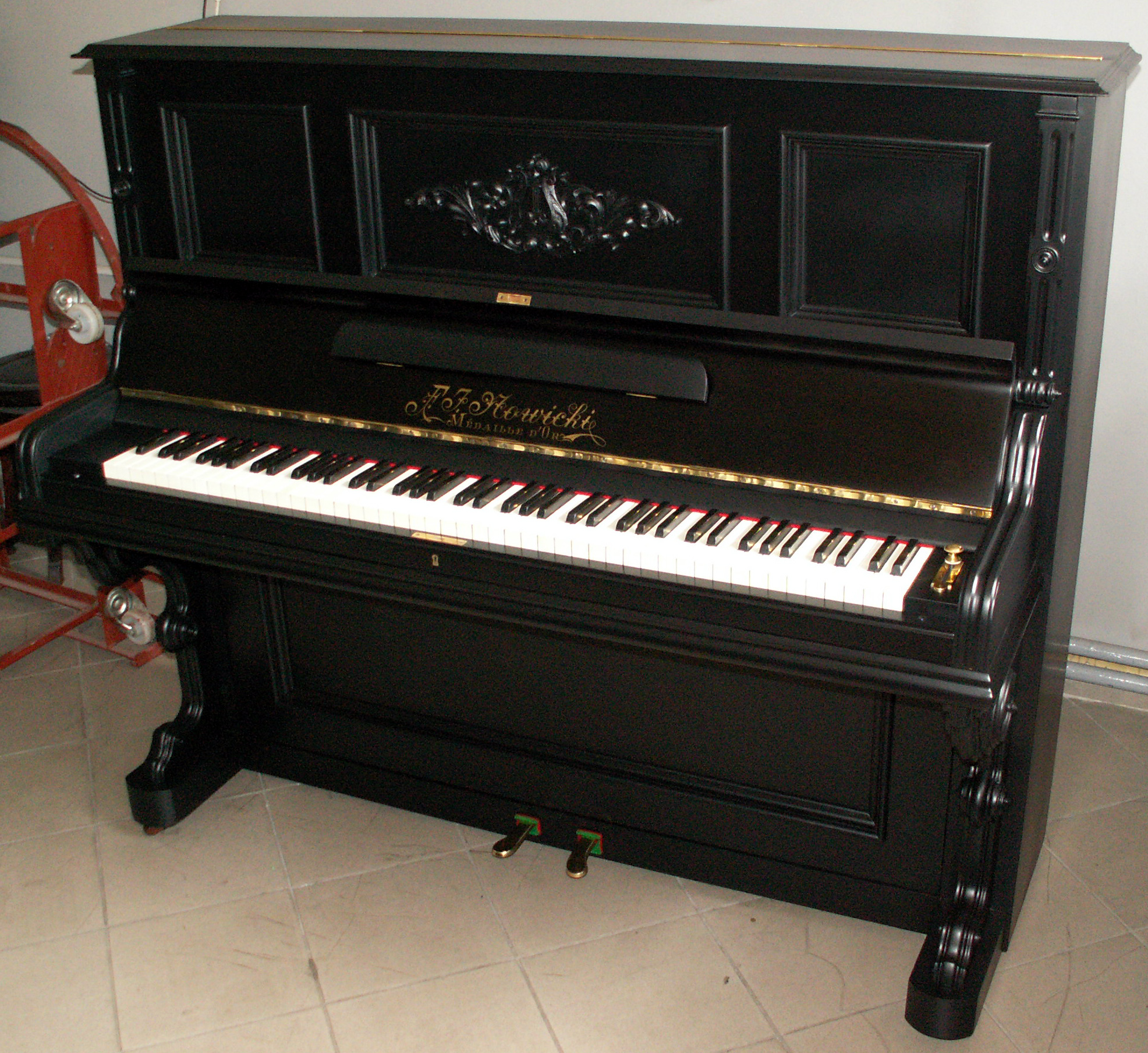
Pianino F. J. Nowicki

Feliks Julian Nowicki (zm. 1912) - fortepianmistrz, majster cechowy, podstarszy i starszy cechu. W 1888 r. uzyskał tytuł majstra cechowego za pianino zbudowane pod okiem A. Janiszewskiego i J. Dutza. Od 1880 roku prowadził warsztat, poszerzając jego działanie w 1882 r. o produkcje fortepianów i pianin. Wytwórnia Nowickiego mieściła się w Warszawie przy ul: Chmielnej 9. Fabryka dynamicznie rozwijała się, zyskując uznanie i renomę. Pod koniec XIX w. posiadała filie w: Sosnowcu, Białymstoku i Łomży, po 1900 r. w Piotrkowie, Łodzi, Lublinie i Kamieńcu Podolskim.

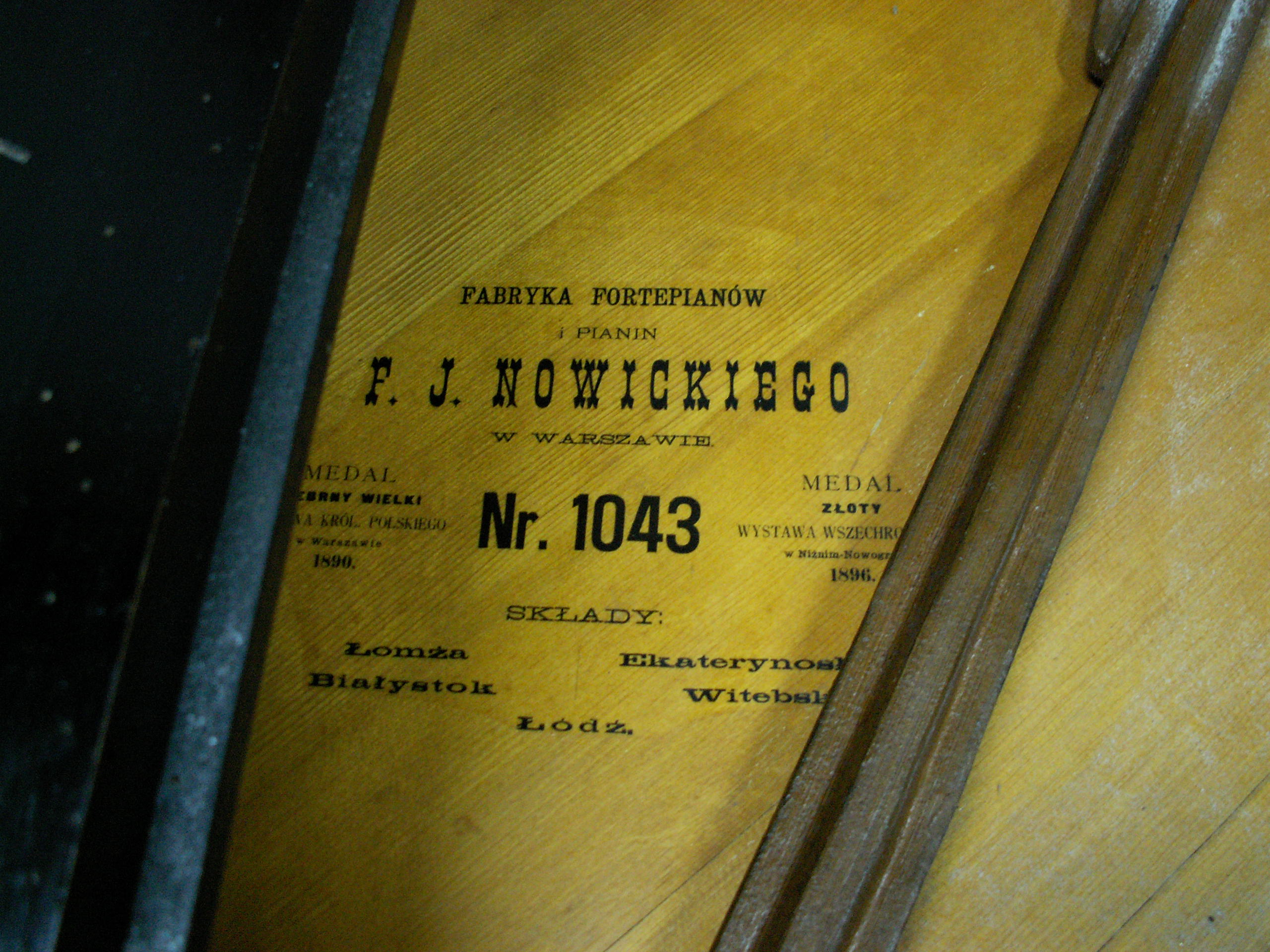
Wnętrze pianina Nowicki z widocznym logiem firmowym i numerem seryjnym

Znany był również ze stylowych, pięknie zdobionych snycerką obudów instrumentów. Ponad połowę produkcji eksportował do Rosji. W 1902 r. wytwórnia Nowickiego zbudowała 50 fortepianów i 100 pianin przy zatrudnieniu 28 osób.
Po śmierci pryncypała (1912 r.) do około 1939 r. fabrykę prowadzili z mniejszym powodzeniem spadkobiercy. Zajmowali się głównie naprawami i wynajmem instrumentów.
Do dzisiaj zachowało się wiele instrumentów Nowickiego, m.in. neorenesansowe pianino wykonane na wystawę paryską w 1902 r., obecnie własność Polskiego Radia (pianino trafiło do Polskiego Radia po podziale Państwowej Jednostki Organizacyjnej „Polskie Radio i Telewizja”). Pianino po generalnym remoncie mechanicznym i wizualnym wyeksponowane jest w sali korporacyjnej w siedzibie Polskiego Radia.

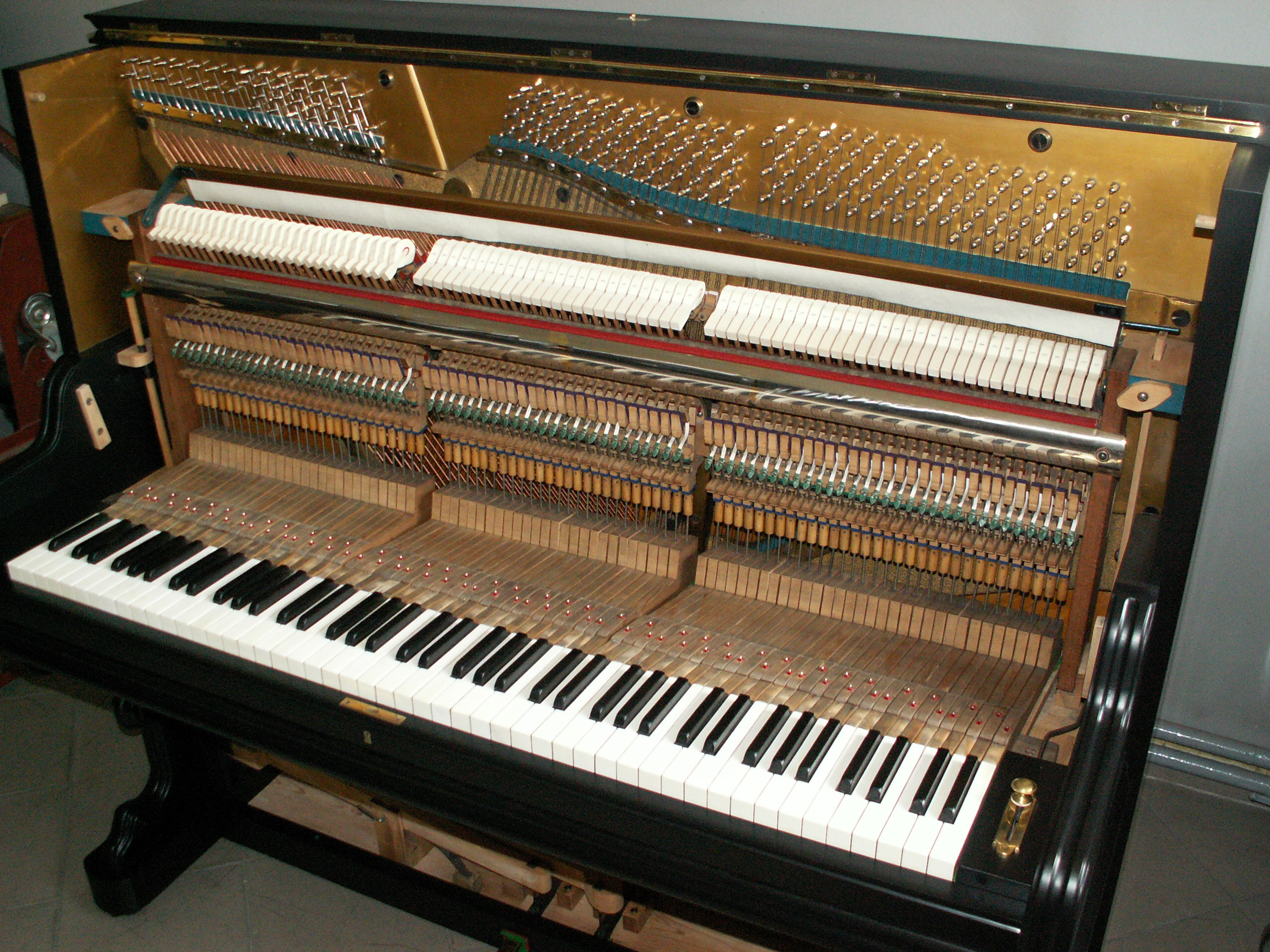
Wnętrze pianina Nowicki.

## Zdobyte medale i nagrody
- Warszawska Wystawa Muzealna w 1890 r. - wielki srebrny medal,
- Niżny Nowogród w 1896 r. - złoty medal,
- Lublin 1901 r. - dyplom uznania,
- Paryż 1902 r. - złoty medal, dyplom honorowy, krzyż zasługi.

## Numery seryjne produkcji
- ok. 1885 r. - 126
- ok. 1895 r. - 390
- ok. 1900 r. - 819
- ok. 1901 r. - 994
- ok. 1905 r. - 1601
- ok. 1907 r. - 1871
- ok. 1909 r. - 2007

Na podstawie książki B. Vogla "Historia muzyki polskiej" tom X "Fortepian polski"